# Fourques-sur-Garonne
Fourques-sur-Garonne település Franciaországban, Lot-et-Garonne megyében. Lakosainak száma 1307 fő (2022. január 1.). Fourques-sur-Garonne Marmande, Montpouillan, Samazan, Sainte-Marthe, Caumont-sur-Garonne, Taillebourg és Saint-Pardoux-du-Breuil községekkel határos.

## Népesség
A település népességének változása:
| Lakosok száma | 868  | 1111 | 1150 | 1213 | 1283 | 1298 | 1318 | 1330 | 1333 | 1307 |
|               | 1968 | 1982 | 1990 | 2006 | 2013 | 2015 | 2017 | 2019 | 2020 | 2022 |